# NGC 6330
NGC 6330 (również PGC 59961 lub UGC 10776) – galaktyka spiralna z poprzeczką (SBb), znajdująca się w gwiazdozbiorze Herkulesa. Odkrył ją Édouard Jean-Marie Stephan 12 czerwca 1880 roku. Jest zaliczana do radiogalaktyk.